# Wolfgangsee
Der Wolfgangsee, früher auch Abersee genannt, ist ein Alpenrandsee im Salzkammergut auf 538 m ü. A.. Sein Ablauf ist die Ischl, die über die Traun in die Donau entwässert. Mit einer Wasserfläche von 13 km² ist er der größte See des Bundeslands Salzburg. Durch ihn verläuft die Seidenfadengrenze, Österreichs einzige sich selbst verändernde Landesgrenze, die den See in einen salzburgischen und oberösterreichischen Teil trennt. Der Wolfgangsee ist ein bedeutendes Tourismusziel, ein beliebter Badesee sowie ein Tauch- und Segelrevier. Er ist nach der Gemeinde Sankt Wolfgang im Salzkammergut benannt.

## Geographie

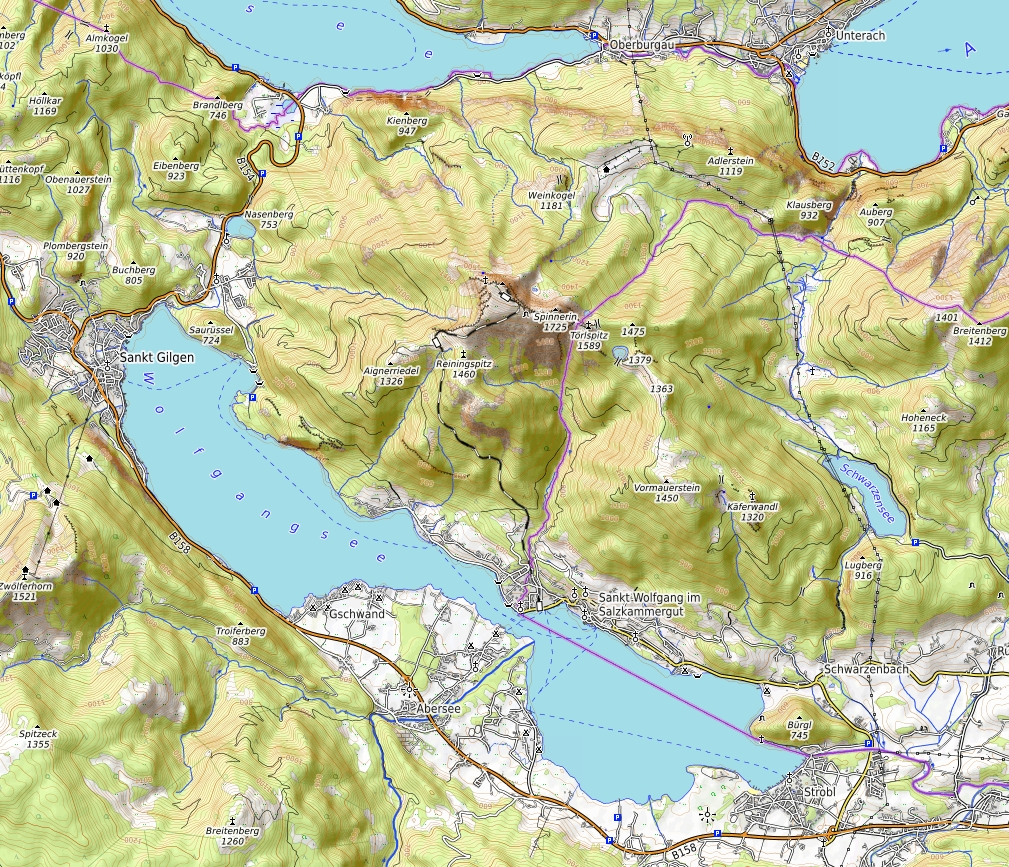
Topografische Karte des Wolfgangsees mit dem Schafberg

Der Wolfgangsee liegt im Salzkammergut in den Bundesländern Salzburg und Oberösterreich. Verwaltungsmäßig gehört der größte Teil des Sees zum Bezirk Salzburg-Umgebung im Flachgau und der kleinere Teil zum oberösterreichischen Bezirk Gmunden im Traunviertel. Die Landesgrenze verläuft von Sankt Wolfgang im Salzkammergut zum Ausfluss der Ischl. Größere Orte am Salzburger Ufer sind die Gemeinden Sankt Gilgen im Nordwesten und Strobl im Südosten. Auch die Katastralgemeinden Winkl und Ried haben Anteil an der Salzburger Seefläche. Die Gemeinde Sankt Wolfgang im Salzkammergut im Nordosten des Sees liegt in Oberösterreich.
Der von Nordwest nach Südost langgestreckte See hat eine Länge von 10,3 km, eine maximale Breite von 2 km, eine Oberfläche von etwa 13,13 km² und eine durchschnittliche Tiefe von 50,8 m. Die tiefste Stelle wird mit 112,9 m angegeben. Das Wasservolumen beträgt 667,5 Millionen Kubikmeter.

### Ufer
Die Uferlänge des Wolfgangsees beträgt 32 km. Mehr als die Hälfte des Ufers ist im Privatbesitz, bebaut und zum größten Teil nicht öffentlich zugänglich. Der Siedlungskern der Gemeinden liegt am Ufer oder in Ufernähe. An den übrigen besiedelbaren Uferabschnitten entwickelten sich Streusiedlungen. Der Tourismus hat am Ufer eine große Anzahl von Campingplätzen, Seebädern und anderen touristischen Einrichtungen hervorgerufen. Die Natur des Seeufers ist deutlich beeinträchtigt. Besonders davon betroffen sind die Abschnitte in St. Gilgen, Strobl und St. Wolfgang. 40 % sind als natürlich bzw. naturnah eingestuft.

### Morphologie
Durch den Geschiebeeintrag des Zinkenbaches bildete sich die etwa 5 km² große Zinkenbach-Halbinsel im Südwesten. Zusammen mit dem kleineren gegenüberliegenden Delta des Ditlbaches bewirkte dies eine Gliederung des Sees in zwei ungleiche Becken. Im Bereich der Einschnürung hat der Wolfgangsee nur eine Breite von 250 m und eine Tiefe von 20 m. Das St. Gilgener Becken hat mit 507,4 Millionen m³ ein fast dreimal so großes Volumen wie das seichtere Strobler oder das St. Wolfganger Becken.
Im St. Gilgener Becken befindet sich im Nordosten die Fürbergbucht, in der sich mehrere Riegel und Kegel bis teilweise knapp unterhalb der Oberfläche erheben. In der Bucht liegt die einzige Insel im See, die Metzgerinsel mit dem Ochsenkreuz. Die etwa 200 m hohe und 600 m lange Falkensteinwand am Nordufer des Sees ist eine nahezu senkrecht in den See abfallende Felswand.

### Verkehr
Die Wolfgangsee Straße (B 158) führt, von Salzburg kommend, von St. Gilgen entlang des Südwestufers über Strobl nach Bad Ischl. Die St. Wolfgang Straße (L 546) verläuft am Nordufer bis nach St. Wolfgang. Von Norden führt die Mondsee Straße (B 154) vom Mondsee über die Scharflinger Höhe nach St. Gilgen. Als Verbindung von St. Wolfgang mit St. Gilgen auf der Nordseite des Sees gibt es nur einen Fußweg über die Falkensteinwand.
Der Wolfgangsee ist mit öffentlichen Verkehrsmitteln von Salzburg und Bad Ischl erreichbar. Sankt Gilgen und Strobl sind mit der Autobuslinie 150, die Salzburg (Stadt) mit Bad Ischl verbindet, täglich tagsüber ein- bis zweimal pro Stunde zu erreichen. Das oberösterreichische Sankt Wolfgang ist mit der Buslinie 546 von Bad Ischl über Strobl mehrmals täglich erreichbar.

### Grenze und Besitz

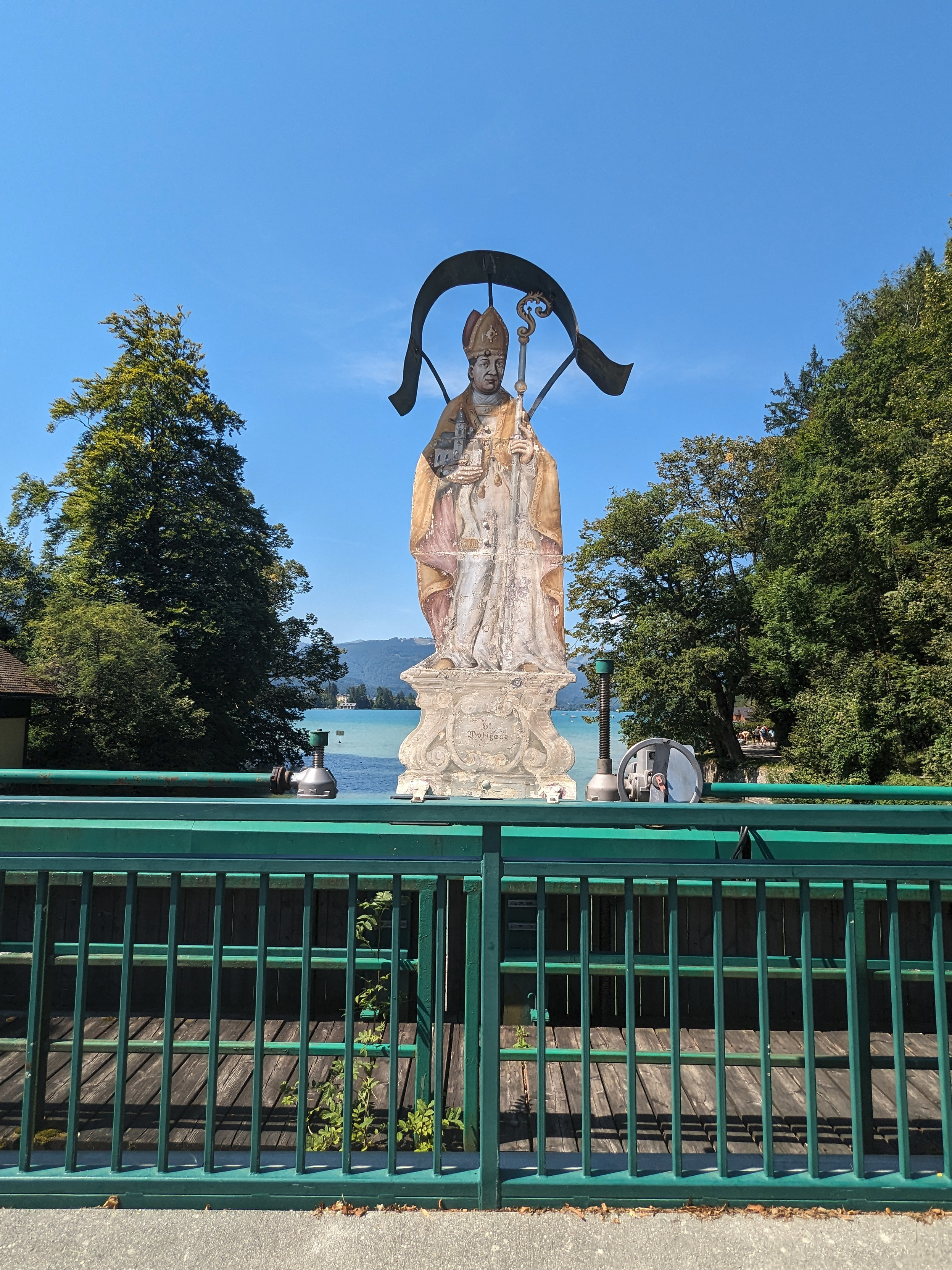
Die Seeklause mit dem Heiligen Wolfgang ist der Endpunkt der Seidenfadengrenze

Das Gebiet am Wolfgangsee gehörte zum Territorium des Klosters Mondsee und des Erzstifts Salzburg. Mondsee und Salzburg erhoben Ansprüche auf die Fischereirechte im Wolfgangsee und die Jagd- und Holzrechte am Schafberg. Das führte zu jahrhundertelangen Grenzstreitigkeiten. Mit der Hüttensteinischen Grenzregelung des Jahres 1462 wurde eine erste Grenze festgelegt. Dazu wurde ein Seidenfaden auf Pflöcken zwischen der Ditlbachmündung und der Stelle, an der die Ischler Ache den Wolfgangsee verlässt, gespannt. Der nördliche Teil der rund 4 km langen Grenze gehörte zu Mondsee und somit zu Oberösterreich, der südliche Teil zum Erzstift Salzburg. Durch die Veränderung des Ditlbachdeltas musste die Grenze ständig nachgemessen werden. Außerdem war von der Ditlbachmündung die Ischler Ache nicht sichtbar und die Grenzstreitigkeiten dauerten an. Erst mit dem Grenzrezess vom 26. Mai 1689 zwischen Kaiser Leopold I. und dem Fürsterzbischof Johann Ernst von Thun und Hohenstein wurden die bis heute gültigen Grenzen festgelegt. Die Seidenfadengrenze verläuft heute von der Ditlbachmündung zum Südwestende des Bürgl und weiter zum Ausrinn der Ischler Ache. Sie ist die einzige sich selbst verlagernde Landesgrenze Österreichs. Durch den Vorbau des Ditlbachdeltas wird der oberösterreichische Anteil des Sees laufend größer. Die 1978 gegründete oberösterreichisch-salzburgische Raumordnungskommission ist zuständig für die Festlegung des Grenzverlaufs. Die Forstverwaltung Herrschaft St. Wolfgang, im Besitz der Familie Scheidt, ist im Besitz des oberösterreichischen Teils des Wolfgangsees. Den Salzburger Anteil besitzen die Österreichischen Bundesforste.

## Hydrologie

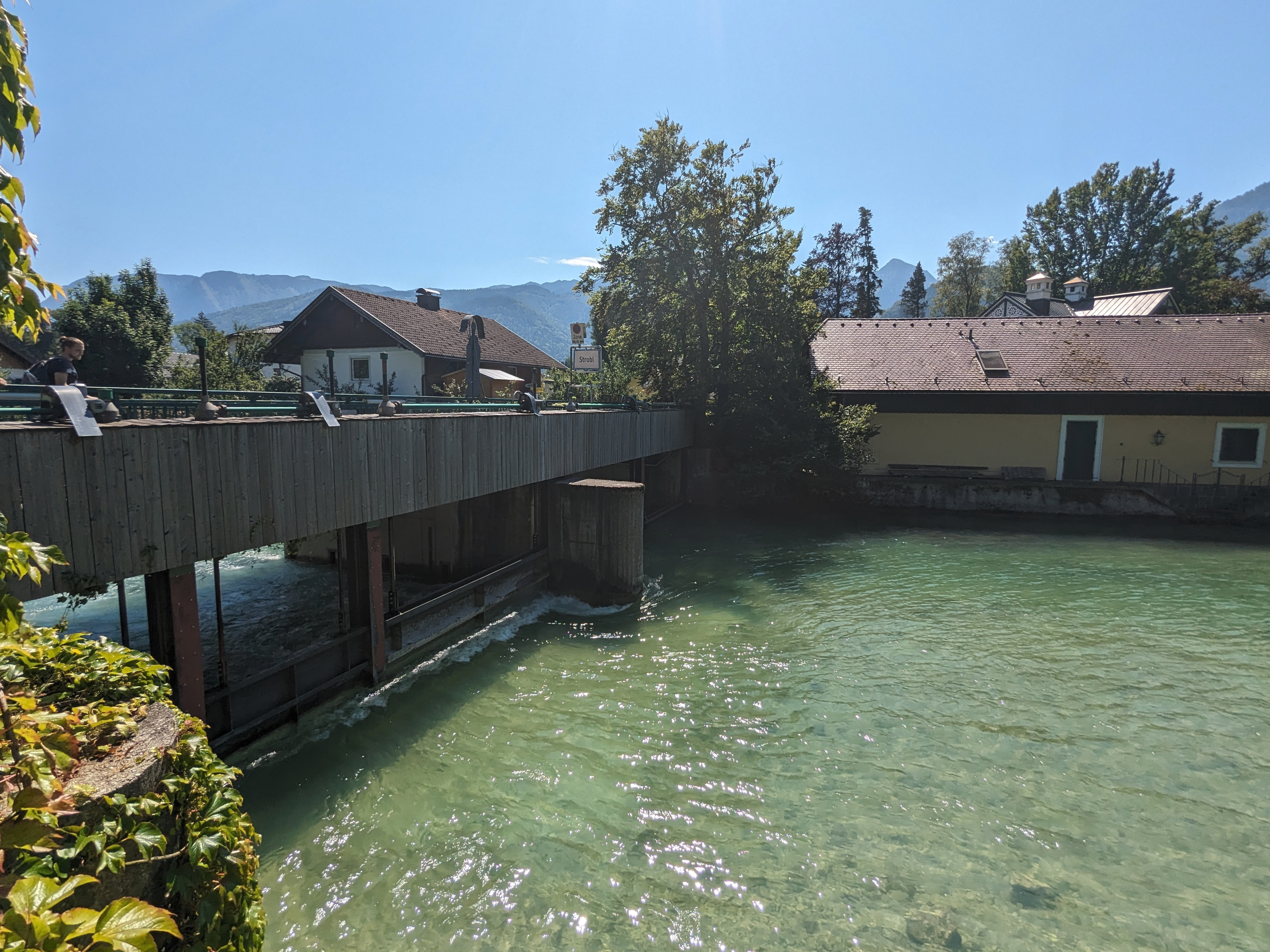
Die Seeklause, 2023

Das hydrologische Einzugsgebiet des Wolfgangsees hat eine Gesamtfläche von 124,5 km². Mit rund 59 km² entwässert der Zinkenbach mit seinen Teileinzugsgebieten davon mehr als die Hälfte und ist der bedeutendste Zubringer des Sees. Die anderen nennenswerten Zuflüsse sind Oppenauer Bach, Kohlbach, Seebach und Ditlbach. Der Abfluss am Ostende in die Ischler Ache (Ischl) hat einen mittleren Wert von (MQ) von 5,4 m³/s. Die Wassererneuerungszeit dauert 3,9 Jahre.
Zur Erleichterung der Holztrift wurde seit 1590 eine Klause betrieben. Das heutige Klauswehr wurde 1994/95 vom Wasserverband Wolfgangsee-Klause errichtet. Die Grenzwasserstände werden durch die Klauswehrordnung geregelt. Durch den künstlichen Eingriff verringerte sich die durchschnittliche Jahresamplitude vom mittleren Hochwasser zum mittleren Niederwasser von 108 cm auf 65 cm und die Differenz des höchsten und niedrigsten Monatsmittels von 40 cm auf 7 cm.

## Geologie

### Tektonik

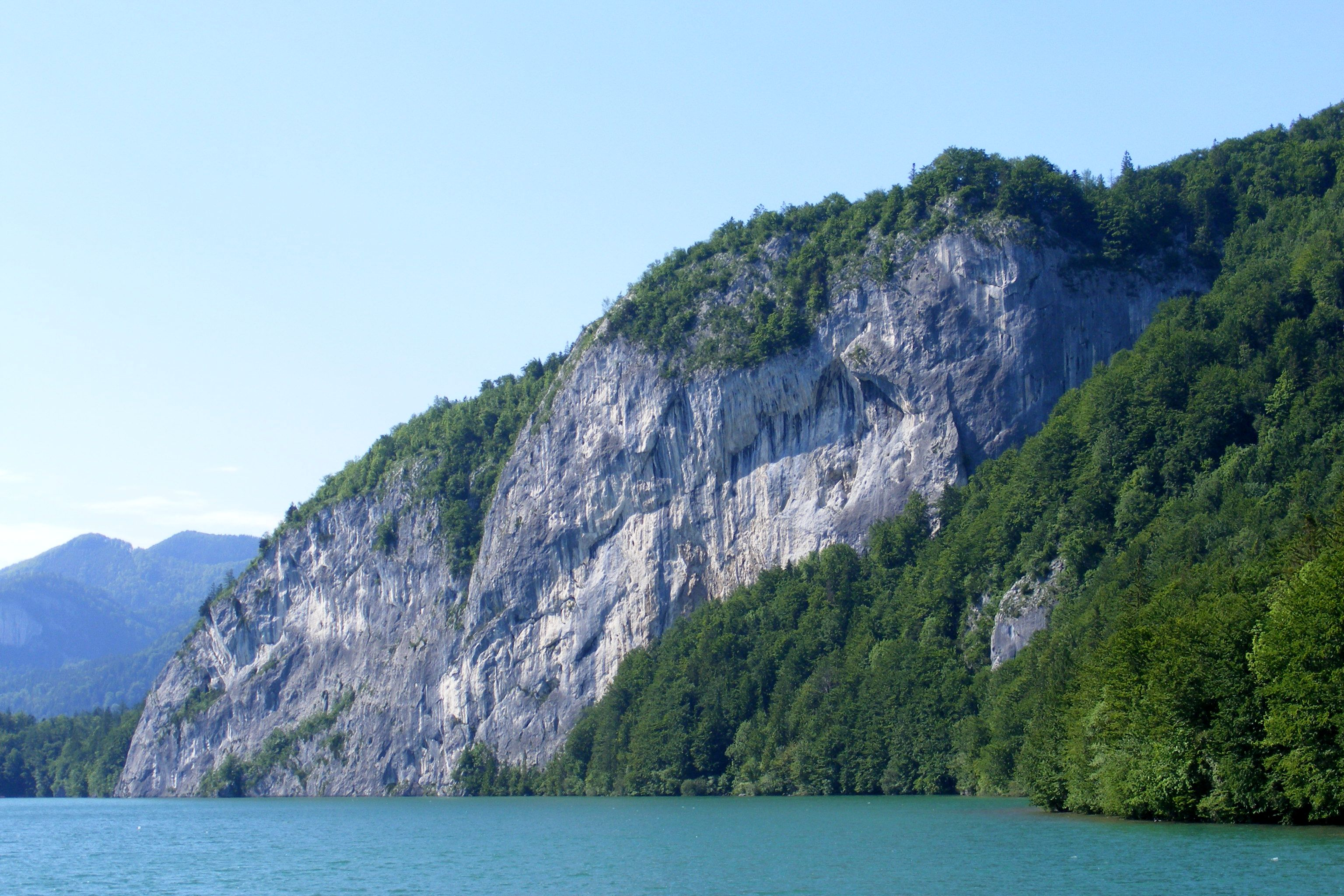
Harter Plassenkalk bildet die Falkensteinwand

Der Wolfgangsee ist ein Teil der Nördlichen Kalkalpen und wird von Gesteinen der Staufen-Höllengebirgs-Decke des Tirolischen Deckensystems umrahmt. Während der Bewegung der Staufen-Höllengebirgs-Decke nach Norden wurden das jüngere Bajuvarikum und das Rhenodanubische Deckensystem nordvergent überschoben. Die Staufen-Höllengebirgs-Decke ist durch das dextrale Blattverschiebungssystem der Nordwest nach Südost verlaufenden Wolfgangsee-Störung in zwei Schollen zerlegt. Im Südwesten liegt das Osterhorn-Tirolikum und im Nordosten das Schafberg-Tirolikum. Entlang dieser Störung wurden am Südwestufer Gesteine der unterlagernden Flyschzone und des Helvetikums durch die kalkalpine Schichtfolge bis an die Oberfläche hochgeschürft.
Der Wolfgangsee wird südwestseitig von den leicht zerfallenden Gosauschichten aus Mergel, Sandstein und Konglomerat, nordostseitig vorwiegend von den Lias-, Hierlatz- und thitonischen Plassenkalken des Schafberges umrahmt.

### Ehemalige Vergletscherung

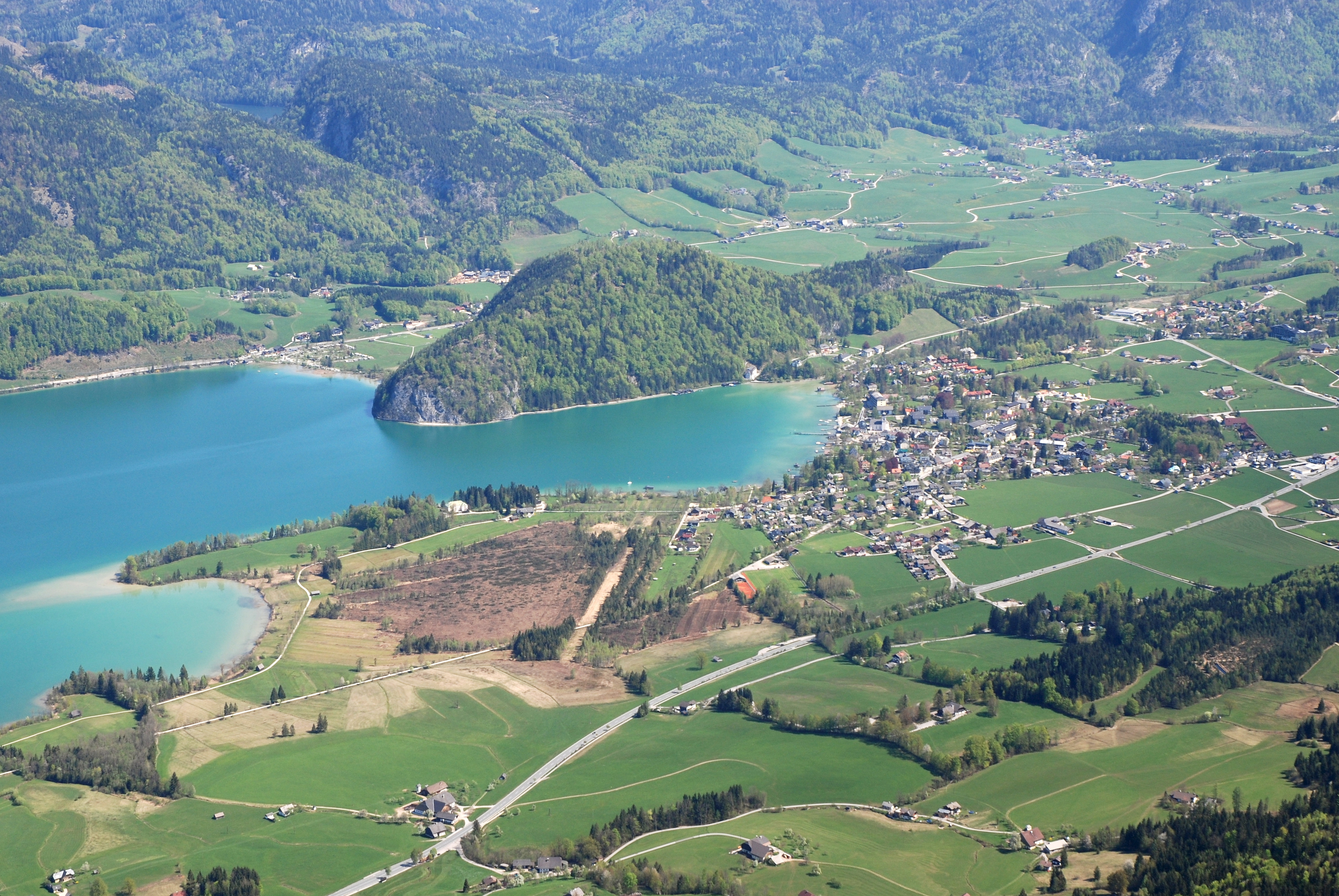
Blick auf den Bürgl mit dem Zentrum der Gemeinde Strobl. Der Talberg blieb auf Grund der Härte des Gesteins unter dem Gletscher erhalten und erhielt eine drumlinähnliche Gestalt.

Das Gebiet um den Wolfgangsee war während der Eiszeiten immer vergletschert. Der mächtige Traungletscher verzweigte sich bei Bad Ischl und floss mit einem Seitenast durch das Ischltal über den Wolfgangsee zum Mondsee. Am Höhepunkt der jeweiligen Vereisung erfüllten große Eismassen die Täler und reichten immer wieder bis auf rund 1400 m ü. A. Nur der Gipfelbereich des Schafbergs ragte als Nunatakker aus den Eisströmen heraus. In den Tälern entstanden übertiefte Becken, die heute von Seen und deren Ablagerungen ausgefüllt sind.
Nachdem das Seebecken eisfrei geworden war, begann der Zinkenbach mit der Bildung der Deltaebene der Zinkenbach-Halbinsel, die auch heute noch vorgebaut wird. Die heutige Geschiebefracht des Zinkenbachs von etwa 7.400 m³ pro Jahr würde unter gleich bleibenden klimatischen Verhältnissen und dementsprechender Schuttzufuhr bedeuten, dass dieser Vorgang den Wolfgangsee in rund 90.000 Jahren völlig mit Sediment verfüllen und zum Verschwinden bringen würde.

## Klima

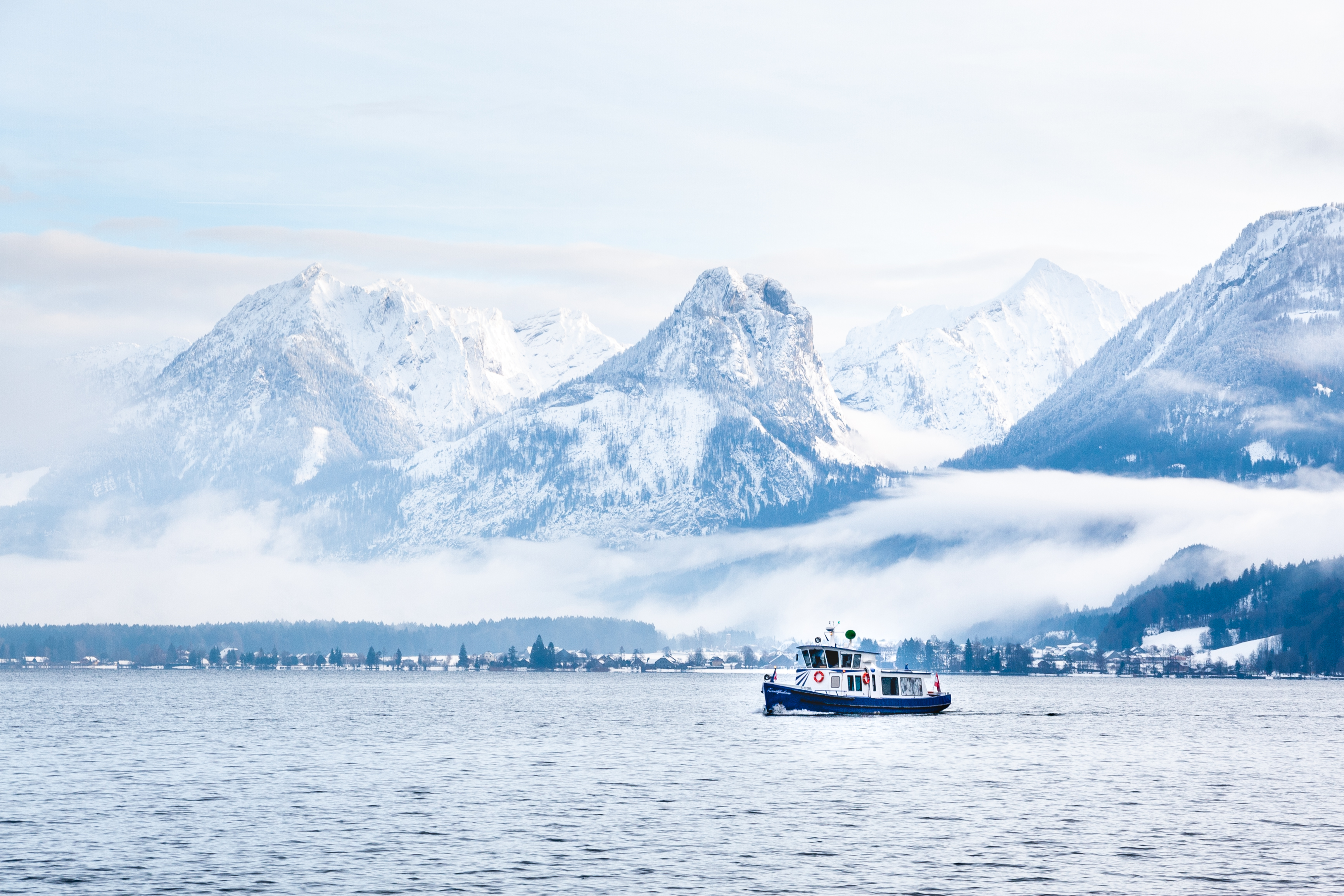
Winterlicher Wolfgangsee mit Blick auf den Sparber

Die Wetterwarte der Zentralanstalt für Meteorologie und Geodynamik in St. Wolfgang im Salzkammergut (539 m ü. A.) stellt exakte Daten für den Wolfgangsee zur Verfügung. Die Klimadaten zeigen eine für die Nördlichen Kalkalpen typische Temperatur- und Niederschlagsverteilung: kühle und niederschlagsreiche Sommer und niederschlagsarme Winter. Der Jahresniederschlag beträgt 1467 mm und die Jahresdurchschnittstemperatur 8,8 °C.
Die im Salzkammergut nach Norden verschobenen Berge wirken gegen die von Westen kommenden Fronten wie Barrieren. Dies führt zu häufigen Stauniederschlägen. Gleichzeitig wirken die Seen mildernd auf Temperaturextreme. Durch die feuchten, warmen Luftmassen der umliegenden Seen kommt es im Herbst und Winter häufig zu stabilen Inversionswetterlagen.
|                        | Jan  | Feb  | Mär  | Apr  | Mai  | Jun  | Jul  | Aug  | Sep  | Okt  | Nov  | Dez  |   |      |
| Mittl. Temperatur (°C) | −1,0 | −0,2 | 3,5  | 8,2  | 13,3 | 16,2 | 18,4 | 18,0 | 13,9 | 9,8  | 4,4  | 0,6  | ⌀ | 8,8  |
| Mittl. Tagesmax. (°C)  | 2,3  | 4,0  | 8,4  | 13,8 | 18,9 | 21,6 | 23,9 | 23,5 | 19,0 | 14,7 | 8,1  | 3,6  | ⌀ | 13,5 |
| Mittl. Tagesmin. (°C)  | −3,4 | −3,0 | 0,2  | 4,2  | 9,0  | 12,0 | 14,1 | 14,1 | 10,7 | 6,8  | 2,0  | −1,5 | ⌀ | 5,5  |
|                        |      |      |      |      |      |      |      |      |      |      |      |      |   |      |
| Niederschlag (mm)      | 102  | 87   | 120  | 82   | 127  | 171  | 179  | 167  | 139  | 86   | 104  | 103  | Σ | 1467 |
|                        |      |      |      |      |      |      |      |      |      |      |      |      |   |      |
| Sonnenstunden (h/d)    | 2,7  | 3,4  | 3,8  | 5,0  | 6,1  | 5,8  | 6,6  | 6,7  | 6,2  | 3,9  | 2,4  | 1,9  | ⌀ | 4,5  |
|                        |      |      |      |      |      |      |      |      |      |      |      |      |   |      |
| Luftfeuchtigkeit (%)   | 75,7 | 68,2 | 62,4 | 54,9 | 56,1 | 58,9 | 57,6 | 59,5 | 62,6 | 64,2 | 73,2 | 77,7 | ⌀ | 64,2 |

| −3,4 |

| −3,0 |

| 0,2 |

| 4,2 |

| 9,0 |

| 12,0 |

| 14,1 |

| 14,1 |

| 10,7 |

| 6,8 |

| 2,0 |

| −1,5 |

| −3,4 |

| −3,0 |

| 0,2 |

| 4,2 |

| 9,0 |

| 12,0 |

| 14,1 |

| 14,1 |

| 10,7 |

| 6,8 |

| 2,0 |

| −1,5 |

| N i e d e r s c h l a g | 102 | 87  | 120 | 82  | 127 | 171 | 179 | 167 | 139 | 86  | 104 | 103 |
|                         | Jan | Feb | Mär | Apr | Mai | Jun | Jul | Aug | Sep | Okt | Nov | Dez |

## Flora und Vegetation

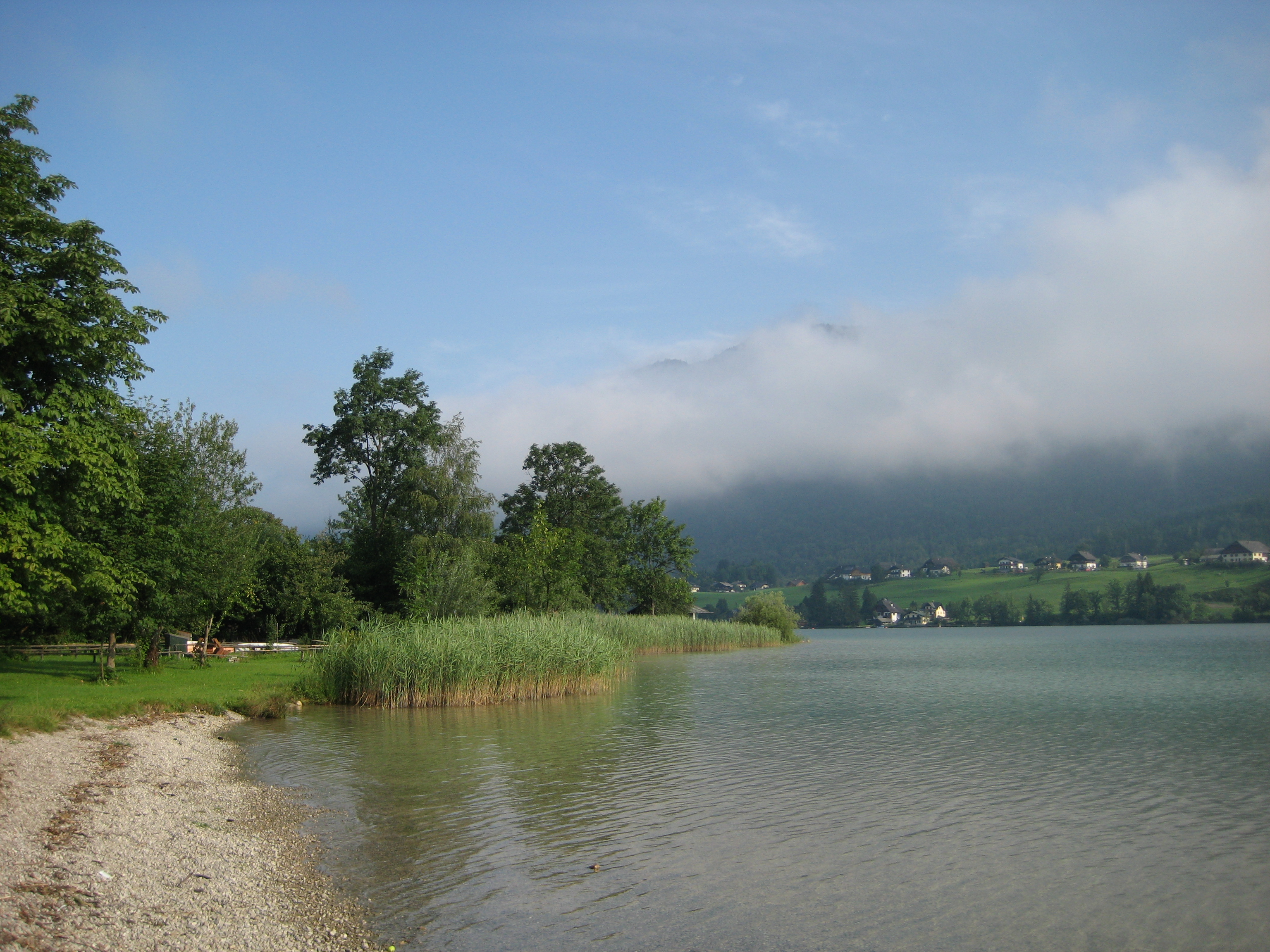
Kleiner Bestand des Schilfrohrs (Phragmites australis), Zinkenbach-Halbinsel

Die einzigen noch von Moor- und Röhrichtkomplexen eingenommenen Seeuferzonen des Wolfgangsees befinden sich westlich des Blinklingmooses sowie südöstlich der Zinkenbach-Halbinsel zwischen den Gehöften Zierler und Pilzner. Die Bestände des Schilfrohrs (Phragmites australis) und der Gewöhnlichen Teichbinse (Schoenoplectus lacustris) sind seit etwa 1950 sehr stark zurückgegangen. Die Gründe dafür sind noch nicht geklärt. Die Schwimmblattvegetation des Wolfgangsees ist nur marginal ausgebildet. Bestände der Gelben Teichrose (Nuphar lutea) befinden sich südöstlich der Zinkenbach-Halbinsel.
An submersen Pflanzen konnten Quellmoos (Fontinalis antipyretica), Ähriges Tausendblatt (Myriophyllum spicatum), Spiegelndes Laichkraut (Potamogeton lucens), Durchwachsenes Laichkraut (Potamogeton perfoliatus) und das Kamm-Laichkraut (Stuckenia pectinata) nachgewiesen werden. Die Armleuchteralgen sind mit Chara hispida, Chara globularis, Chara aspera und Chara tomentosa vertreten.

## Fauna

### Fische

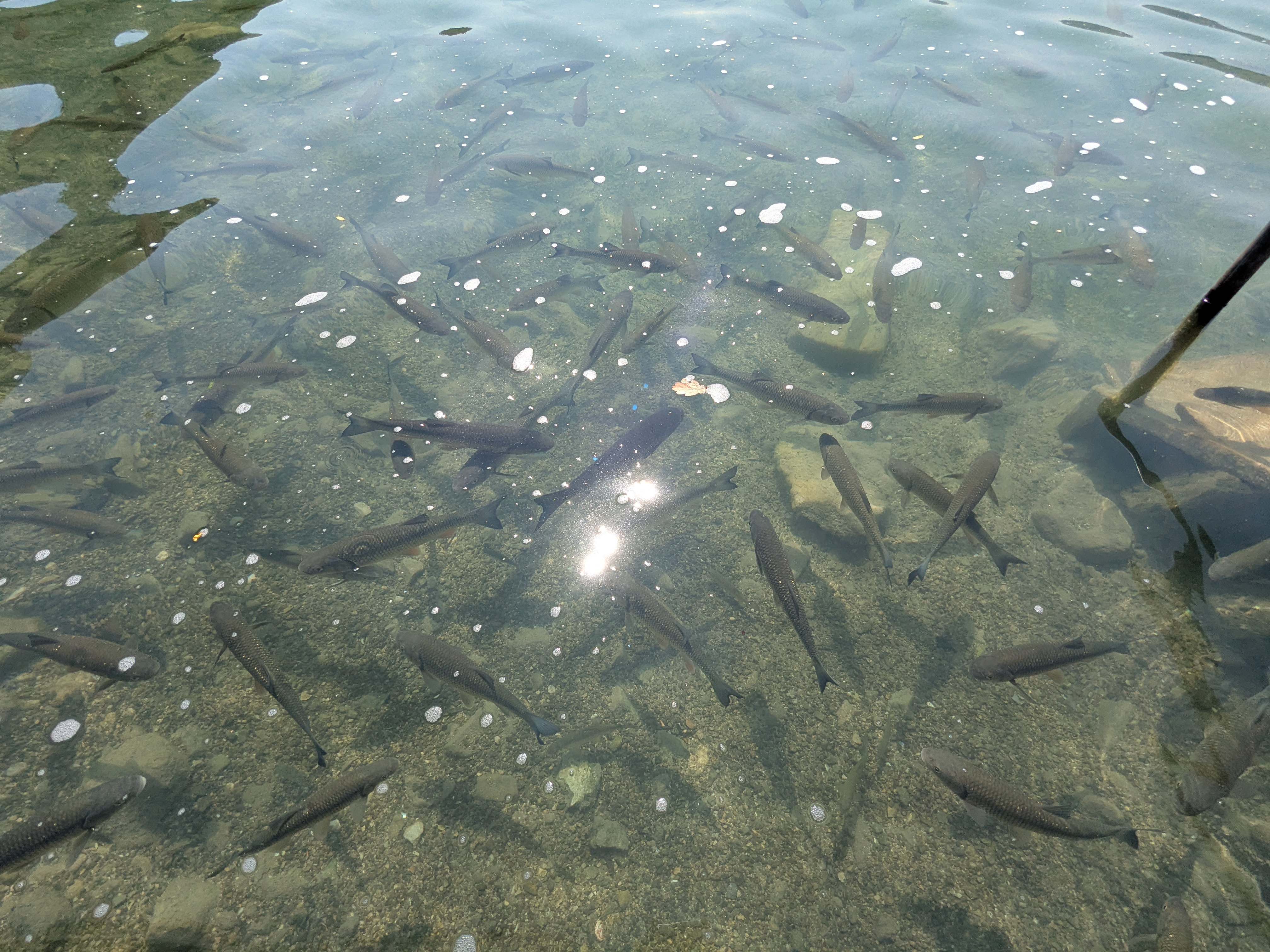
Zahlreiche Aitel (Squalius cephalus) in der Fürbergbucht

Der Wolfgangsee bietet Lebensraum für eine große Artenvielfalt und zählt zum fischökologischen Seentyp „Elritzensee“. Dabei handelt es sich um Seen mit großer Wasserfläche, großer Wassertiefe und einer Höhenlage von etwa 400 m ü. A. bis 1100 m ü. A. m Seehöhe. Die Leitfischart ist die Elritze. Weitere vorkommende Arten sind: Europäischer Aal, Aalrute, Aitel, Amerikanischer Seesaibling, Äsche, Bachforelle, Barbe, Brachse, Flussbarsch, Hecht, Karpfen, Koppe, Laube, Perlfisch, Regenbogenforelle, Rotauge, Rotfeder, Rußnase, Schleie, Schmerle, Seeforelle, Seelaube, Seesaibling, Steinbeißer, Zander. Vertreter der Gattung Coregonus werden lokal als Renken oder Reinanken bezeichnet. Entsprechend den vielen, unterschiedlichen regionalen Erscheinungsformen ist eine systematische Klassifikation der einzelnen Populationen der Gattung Coregonus schwierig.

### Vögel
Die auffälligste Vogelart am Wolfgangsee und an den anderen Salzkammergutseen ist der Höckerschwan (Cygnus olor), dessen erste Ansiedlung 1950 erfolgte. Vorher war die Art auch als Wintergast nicht am See vorhanden. Es wurden vier Schwäne eingesetzt. Bis 1961 war der Bestand auf etwa 35 Tiere, davon sieben Brutpaare, angestiegen. Der genaue derzeitige Bestand ist unbekannt. Blässhuhn (Fulica atra) und Stockente (Anas platyrhynchos) zählen ebenfalls zu den häufigen Jahresvögeln.

### Weichtiere

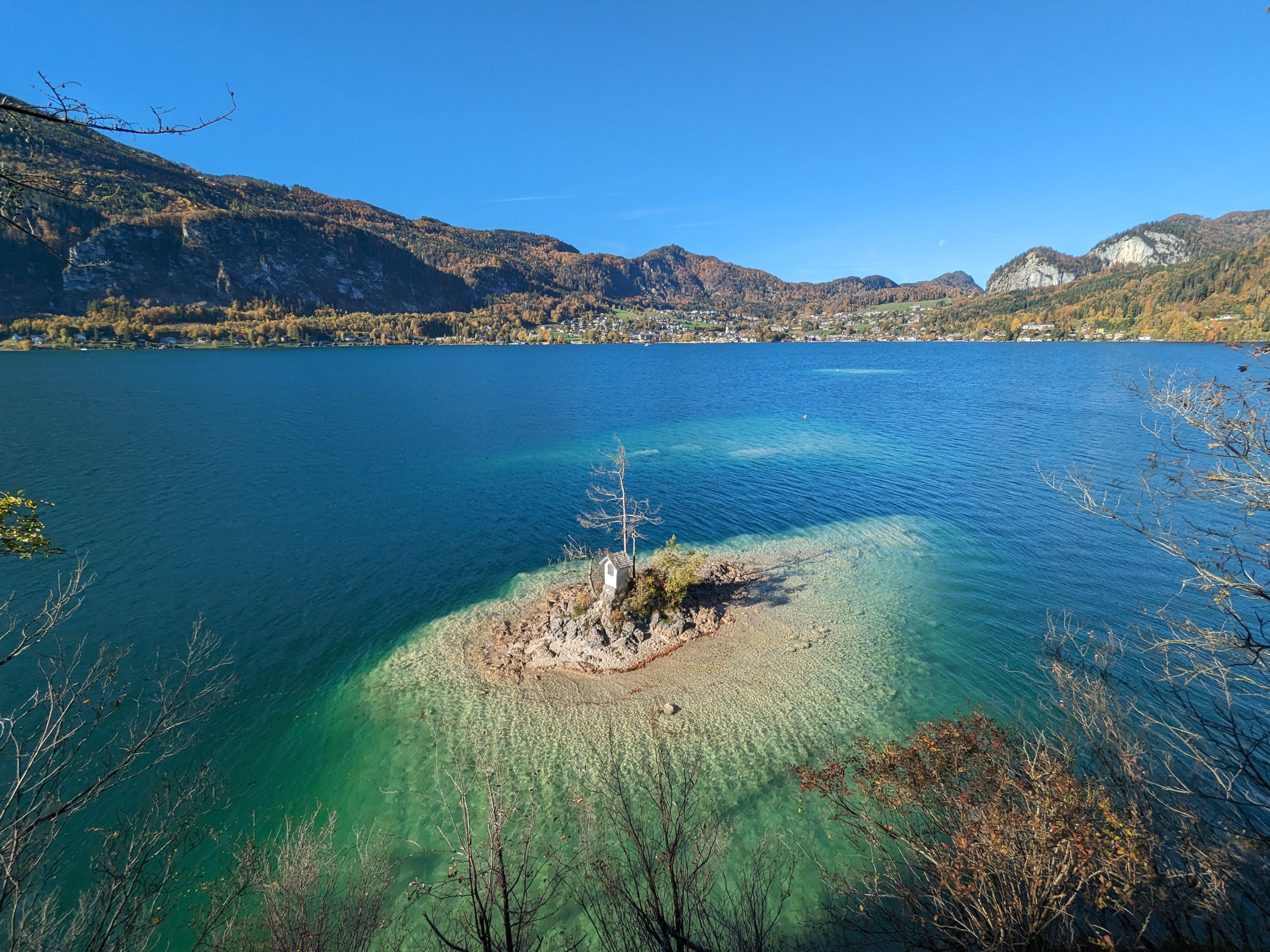
Die Felsen der Metzgerinsel sind dicht mit Wandermuscheln besetzt

Im Wolfgangsee wurden insgesamt elf Wasserschnecken und neun Muschelarten nachgewiesen. Davon sind 15 in Roten Listen als gefährdet aufgenommen worden. Die Wandermuschel (Dreissena polymorpha) wurde in den 1970er Jahren eingeschleppt und kam bei Untersuchungen 2006 am Wolfgangsee an jedem untersuchten Standort mäßig häufig bis massenhaft vor. Bei der kleinen Metzgerinsel trat ein nahezu flächendeckendes Vorkommen auf.

## Naturschutz
Die an den See grenzenden großen Moorkomplexe, das Blinklingmoos und das Gschwendter Moos, haben zusammen eine Fläche von etwa 100 Hektar und stehen seit 1973 unter Naturschutz. Sie befinden sich in einer ehemaligen Bucht des Wolfgangsees, wo durch Verlandung ein über viereinhalb Meter mächtiger Torfkörper herangewachsen ist, der sich vor etwa 2000 Jahren zu einem Hochmoor entwickelt hat.
Die Falkensteinwand ist als geschützter Landschaftsteil ausgewiesen.

## Limnologie

### Zirkulation

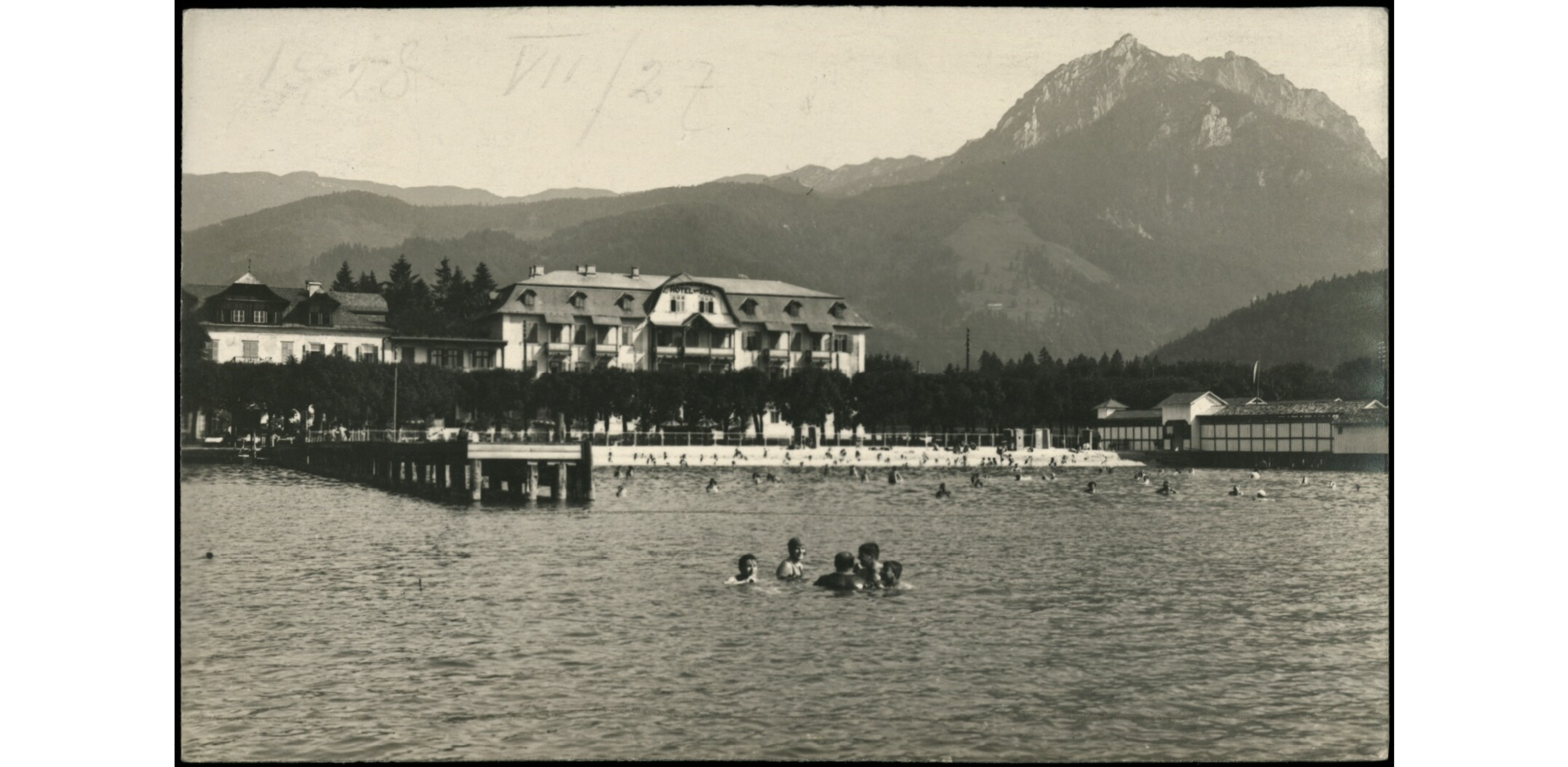
Vor allem im Sommer wird der See wegen milder Wassertemperaturen zum Baden genutzt. Strandbad in Strobl 1928

Durch die Gliederung des Wolfgangsees in zwei unterschiedliche große und tiefe Seebecken ist auch die Wasserzirkulation unterschiedlich. Da das St. Gilgener Becken nur in seltenen Fällen vollständig zufriert, tritt nur im Sommer eine Stagnationsphase mit der Ausbildung einer warmen, meist bis in 6 m reichenden Oberflächenschicht (Epilimnion) ein. Die Temperatursprungschicht (Metalimnion) reicht von etwa 6 bis in 12 m, darunter liegt der tiefe, gleichmäßig temperierte Teil (Hypolimnion). 
Die winterliche Wasserumwälzung erfolgt als Vollzirkulation. Diese dauert etwa von Mitte Jänner bis Mitte April. Da eine Eisdecke ausbleibt, kann der See weiter zirkulieren, wobei eine weitere Abkühlung erfolgt. Als Minimum wurden an der Maximaltiefe 3,5 °C gemessen. Ab Mitte/Ende April beginnt der neuerliche Aufbau der thermischen Sommerschichtung. Das St. Gilgener Becken ist daher einmal pro Jahr volldurchmischend (monomiktisch-holomiktischen).
Das Strobler Becken friert häufiger zu. Dadurch kommt es zu einer sommerlichen und einer winterlichen Stagnationsperiode und zwei Zirkulationsphasen (dimiktisch). Die herbstliche Zirkulationsphasen dauert bis etwa Mitte Jänner und erfasst den gesamten Wasserkörper. Die Frühjahrszirkulation ist kurz und dürfte wegen der sich rasch aufbauenden thermischen Schichtung den Grund nicht erreichen.
Bei oberflächennahen Messungen in den Jahren 1999 bis 2007 betrug die durchschnittliche Wassertemperatur im St. Gilgener Becken 11,2 °C (Minimum 3,5 °C, Maximum 21,8 °C) und im Strobler Becken 12,9 °C (Minimum 3,3 °C, Maximum 21,7 °C).

### Sichttiefe

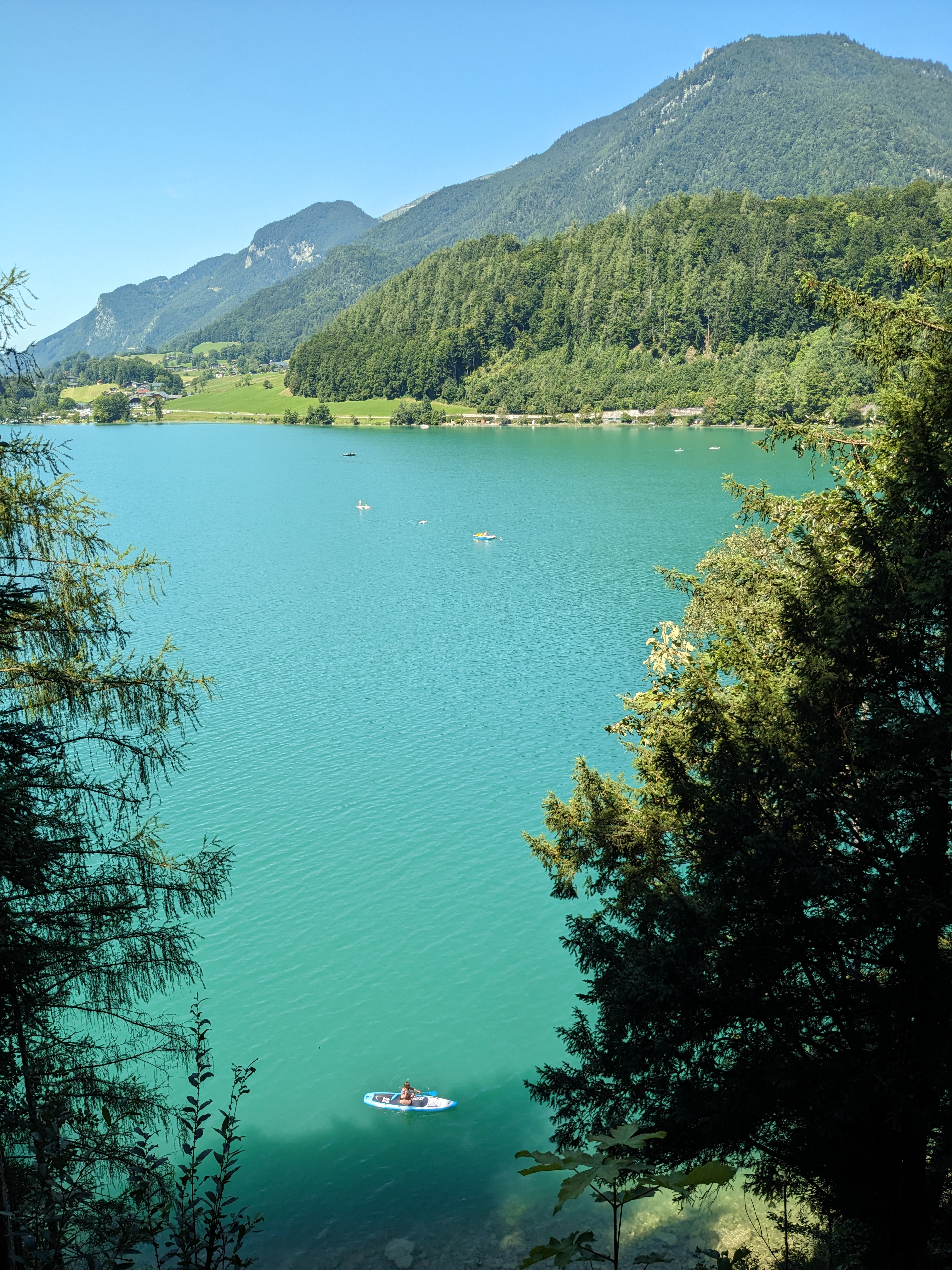
Die milchig-türkise Färbung des Sees im Sommer ist eine Folge biogener Entkalkung. Blick vom Bürgl auf den Vormauerstein

Der Jahresmittelwert der Sichttiefe liegt bei 8,2 m. Bei Messungen in den Jahren 1999 bis 2016 betrug die minimale Sichttiefe 1,2 m, die maximale 16,1 m. Die Maxima werden im Winter erreicht. Generell ist die Transparenz im St. Gilgener Becken höher als im Strobler Becken. In Letzterem kommt es bei Starkniederschlägen in erhöhtem Maß zur Einbringung von mineralischen Trübstoffen durch den Zinkenbach. 
Die geringe Sichttiefe und die im Sommer oft zu beobachtende milchig-türkise Färbung des Sees sind eine Folge der biogenen Entkalkung. Ein Teil des im Epilimnion ausgefällten Calciumcarbonats entgeht aber während der Sedimentation durch das Hypolimnion einer Rücklösung und lagert sich am Seegrund in Form von Seekreide ab.

### Trophie
Der See weist eine niedrige Konzentration an Nährstoffen auf und ist somit oligotroph. Bei kontinuierlichen Messungen seit 1980 ergab sich ab 2000 ein mittlerer Phosphorgehalt von etwa 4 µg/l. Durch die Einleitung ungeklärter Abwässer konnte in den Jahren 1930 bis 1970 ein Eutrophierungstrend festgestellt werden und die Sauerstoffsättigung nahm unter 100 m stark ab. Über Grund war der See 1970 bereits sauerstofffrei. Die fortgesetzte Einleitung nährstoffreichen Abwassers in die Oberflächenschicht des St. Gilgener Beckens verursachte eine massive Zunahme der Algenbiomasse, die in einem Teil des Sees mit der rotbraun färbenden Uroglena-Algenblüte im Jahr 1974 ihren Höhepunkt erreichte. Daraufhin setzten Sanierungsmaßnahmen ein, die 1988 mit der Errichtung einer Ringkanalisation beendet wurden. Seit diesem Zeitpunkt werden die Abwässer aus dem Einzugsgebiet zentral in die Kläranlage Bad Ischl geleitet.

## Namenskunde

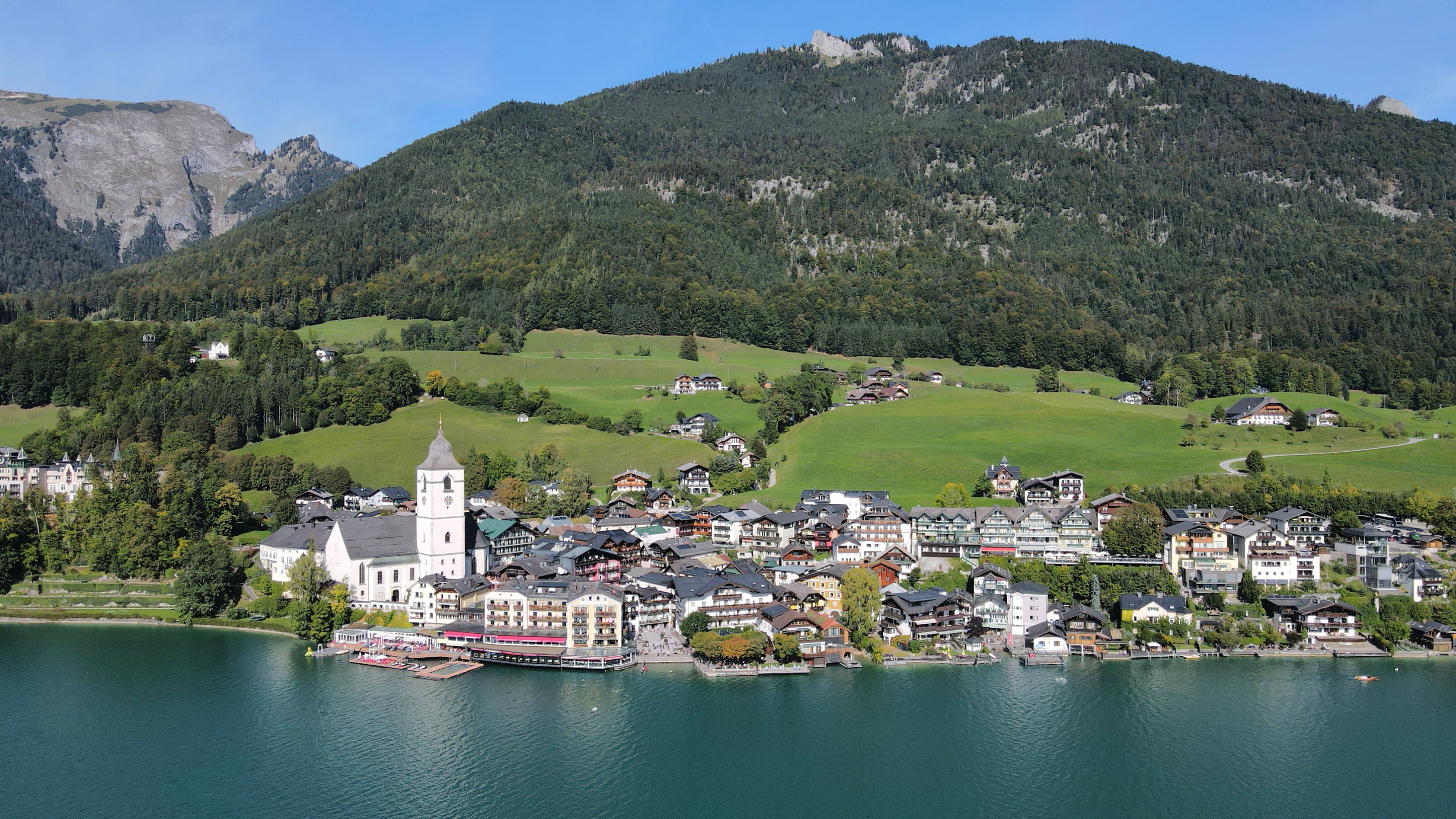
St. Wolfgang mit der Pfarr- und Wallfahrtskirche und dem Hotel Weißes Rössl

Abersee ist der ältere und ursprüngliche Name des Wolfgangsees, der schon 788 als „lacus Abriani“ urkundlich erstmals erwähnt wurde. Es ist ein Besitzname im Genitiv mit dem Personennamen Abarin/Aparin unklarer Herkunft. Der See ist heute nach dem Ort St. Wolfgang benannt, dessen Kirche erstmals 1194 als „capella Sancti Wolfgangi“ erwähnt wurde. Nach einer nicht haltbaren Legende des 13. Jahrhunderts wurde die Kirche von Bischof Wolfgang von Regensburg Ende des 10. Jahrhunderts erbaut. Vielmehr befand sich dort eine Johannes dem Täufer geweihte Kirche, die 1183 als „ecclesia Abersee“ erstmals urkundlich bezeugt ist.
Der Name Abersee hatte sich im Laufe der Zeit auf die gesamte Gegend um den See übertragen. So wurde 1599 von St. Wolfgang „im aberseeischen Gebürg [= Gebirge]“ gesprochen. Der Ortsteil der Gemeinde St. Gilgen und der Ortsteil der Gemeinde Strobl Zinkenbach, benannt nach dem gleichnamigen Bach, wurde 1979 in Abersee umbenannt. Eine Benennung des Sees nach dem Ort St. Wolfgang war erstmals mit „Wolfgangersee“ schon im Jahr 1381, blieb aber lange Zeit eine Ausnahme. 
Der Name nach der Ansiedlung fand auch Eingang in die ersten Landkarten des 16. und 17. Jahrhunderts, doch eine endgültige Verdrängung des Namens Abersee durch Wolfgangsee wird erst auf den stark zunehmenden Tourismus nach dem Zweiten Weltkrieg zurückgeführt. Der Wolfgangsee wird heute nur noch selten Abersee genannt.
Eine volkstümliche Deutung des Namens Abersee findet sich bei August Prinzinger d. Ä. aus dem Jahr 1890. Er interpretierte Abersee als den „aperen See“, da dieser selten zufriert.

## Wirtschaft

### Tourismus

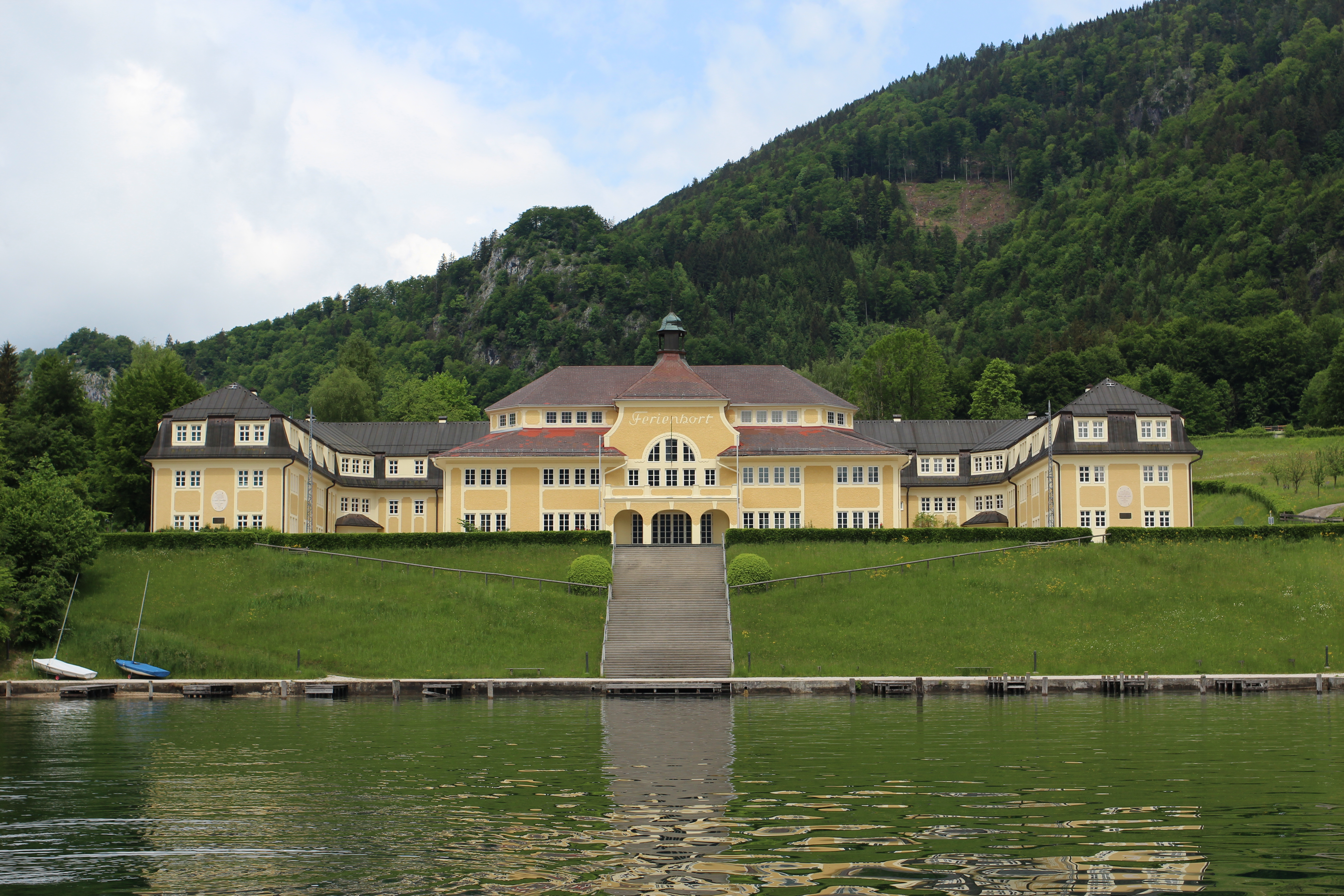
Der Ferienhort am Wolfgangsee wurde 1911 erbaut und steht unter Denkmalschutz

Das Salzkammergut genießt einen hohen Bekanntheitsgrad als Tourismus- und Erholungsgebiet und hat diesbezüglich seit jeher eine große Bedeutung. Ab der zweiten Hälfte des 19. Jahrhunderts lebten viele wohlhabende Familien während der Sommermonate im Salzkammergut. Ab 1853 verbrachte Kaiser Franz Joseph I. die Sommerfrische in Bad Ischl. Mit der Niederlassung des Adels zog das Salzkammergut immer mehr Schriftsteller, Maler und Musiker an. 
Im 20. Jahrhundert etablierte sich vor allem St. Wolfgang als Ferienort von Reichen. Prominente wie Ira von Fürstenberg, Karim Aga Khan IV. und Gunter Sachs besuchten den Wolfgangsee und verbrachten dort die Sommermonate. Als Urlaubsort des früheren deutschen Bundeskanzlers Helmut Kohl erlangte St. Gilgen überregionale Bekanntheit. Kohl verbrachte über 30 Jahre lang seine Sommerurlaube stets am Wolfgangsee.
Aufgrund seiner guten Wasserqualität und seiner vor allem in geschützten Uferbereichen badetauglichen Temperaturen ist der Wolfgangsee von hoher touristischer Bedeutung und der Sommertourismus eine wichtige Wertschöpfungsquelle für die Wirtschaft in der Region. Von 1956 bis Mitte der 1970er Jahre stiegen die Gästenächtigungen von 256.000 auf rund 1 Million an. 
1990 wurden am Wolfgangsee etwa 1,3 Millionen Nächtigungen gezählt. Seit 1990 gehen die Übernachtungszahlen kontinuierlich zurück. 2019 wurden in St. Wolfgang rund 424.000 Nächtigungen verzeichnet. Auf die Gemeinden Strobl und St. Gilgen entfielen rund 589.000 Übernachtungen.
1998 schlossen sich die Tourismusverbände von Strobl, St. Gilgen und St. Wolfgang mit der Gründung der Wolfgangsee Tourismus Gesellschaft (WTG) zu einer Vemarktungseinheit zusammen.
Von 2007 bis 2015 wurde vom Hotel Scalaria in St. Wolfgang und Flying Bulls des Getränkekonzerns Red Bull im Juli ein mehrtägiges Flugboot/Wasserflugzeug-Treffen Scalaria Air Challenge mit Flugshows veranstaltet.

### Schifffahrt

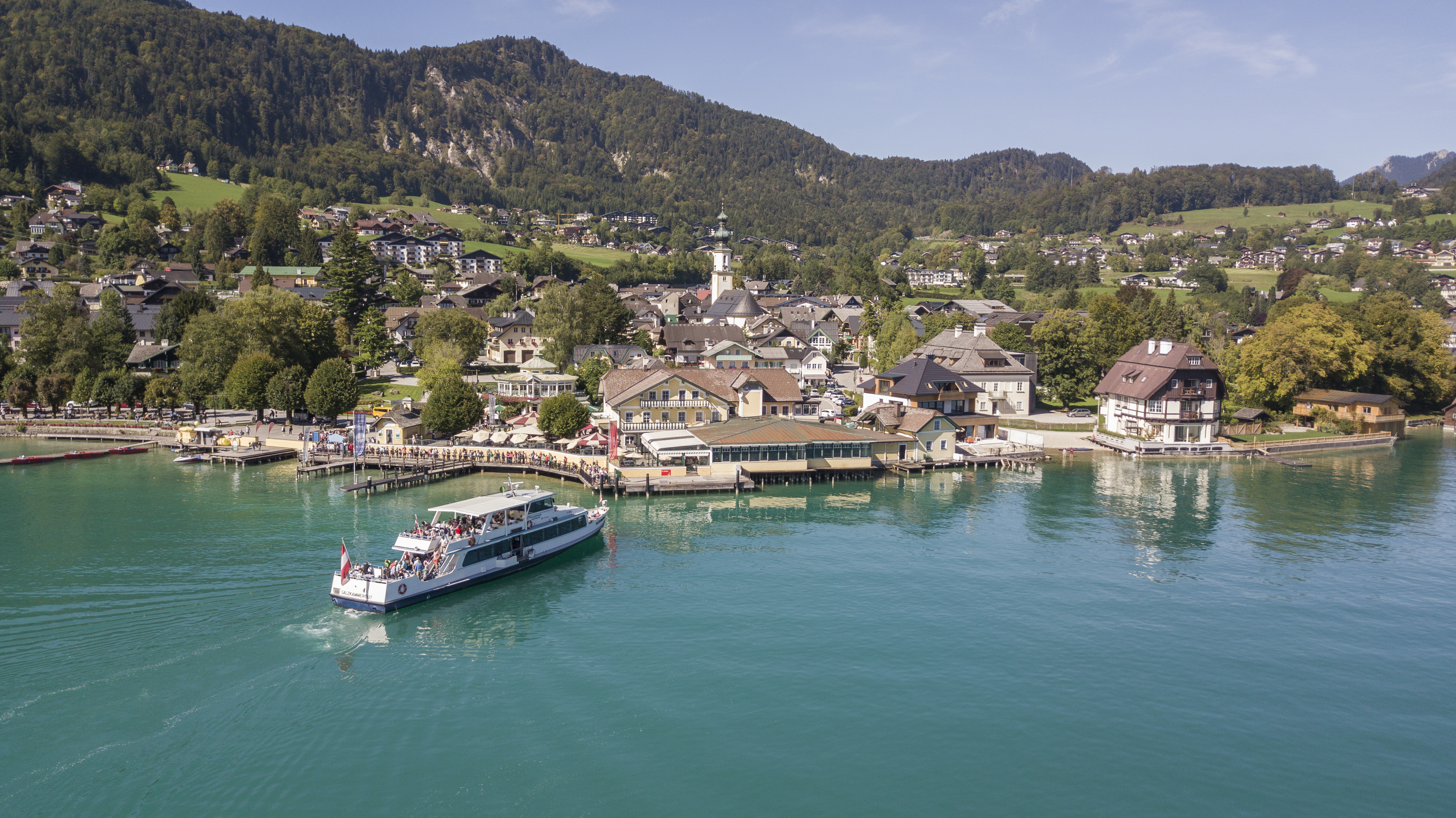
MS Salzkammergut beim Anlegen in St. Gilgen

Die kommerzielle Wolfgangsee-Schifffahrt wurde im Jahr 1873 gegründet. Das erste Linienschiff war der Schaufelraddampfer Kaiser Franz Josef I., der noch in Betrieb ist. Nach mehreren Besitzerwechseln kaufte die Österreichischen Bundesbahn die Wolfgangsee-Schifffahrt zusammen mit der von St. Wolfgang ausgehenden Schafbergbahn. 
Seit 2006 werden beide von der Salzkammergutbahn GmbH betrieben, deren Gesellschafter zu fast 100 Prozent das salzburgische Infrastrukturunternehmen Salzburg AG ist. Neben dem Linienverkehr, der hauptsächlich zu Ausflugszwecken genutzt wird, werden auch verschiedene Sonderfahrten angeboten. Zwischen St. Wolfgang und Abersee gibt es eine von der Schifffahrtsgesellschaft unabhängige Fähre für Fußgänger und Radfahrer.

### Fischerei
Die Fischrechte am Wolfgangsee befinden sich im Besitz zweier Familien. Die Fischmeister Bernhard Ebner in Fürberg und Nikolaus Höplinger in St. Wolfgang betreiben die Fischerei am See. Hauptfischarten sind der Seesaibling (Salvelinus umbla) und die Reinanke (Coregonus sp.).

## Sport

### Bootssport

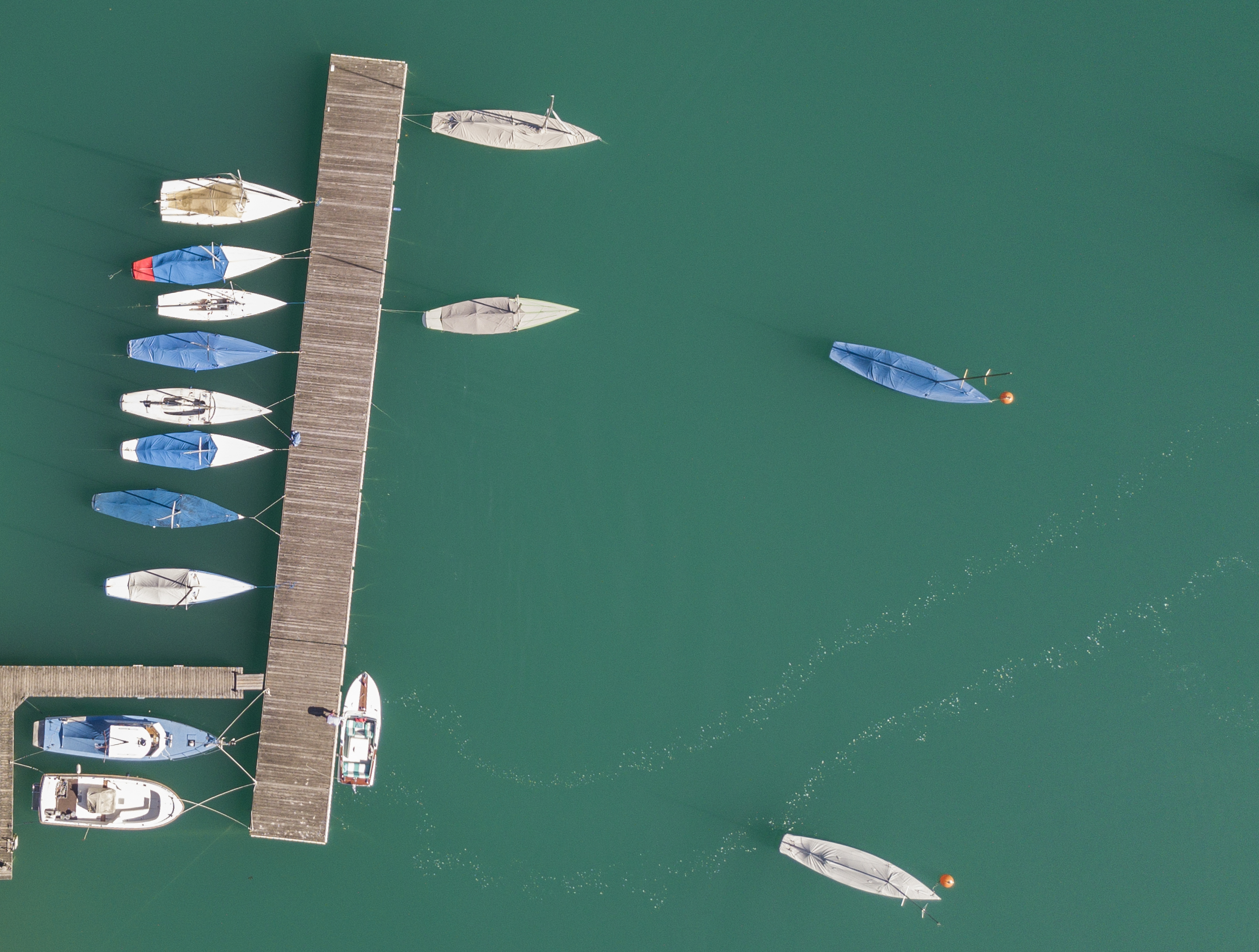
Der Wolfgangsee ist ein beliebtes Segelrevier. Anleger in St. Gilgen

Aufgrund der guten Windsituation ist der Wolfgangsee ein beliebtes Segel- und Surfrevier. Der Union-Yacht-Club Wolfgangsee mit Sitz in St. Gilgen wurde bereits 1901 gegründet und ist der größte Club am See. Der Wolfgangsee ist bekannt für den sogenannten Brunnenwind, eine typische Thermik, die sich durch die topographische Lage entwickeln kann. Bei stabiler Schönwetterlage entsteht am späten Vormittag durch das Erwärmen der südlich gelegenen Berge eine Vertikalströmung, die von einer kühlen Zuluft, vom Brunnwinkel bis zur Einschnürung der Zinkenbach-Halbinsel, gespeist wird. So entsteht auch bei stabiler Hochdrucklage eine gleichmäßige frische Brise. Die zweite Hauptwindrichtung ist der Westwind, der zusammen mit dem Brunnenwind einen Nordwestwind bildet und den See der Länge nach bestreicht.

### Tauchsport
Aufgrund der meistens hervorragenden Sichttiefe und den unterseeischen Steilabstürzen ist der Wolfgangsee ein beliebtes Tauchgebiet. Taucher finden bei der Franzosenschanze eine Unterwasserlandschaft mit Steilwänden und versunkenen Bäumen vor. Von der Fürbergbucht können anspruchsvolle Tauchgänge zu dem unter Wasser gelegenen Teil der Falkensteinwand gemacht werden.

### Klippenspringen

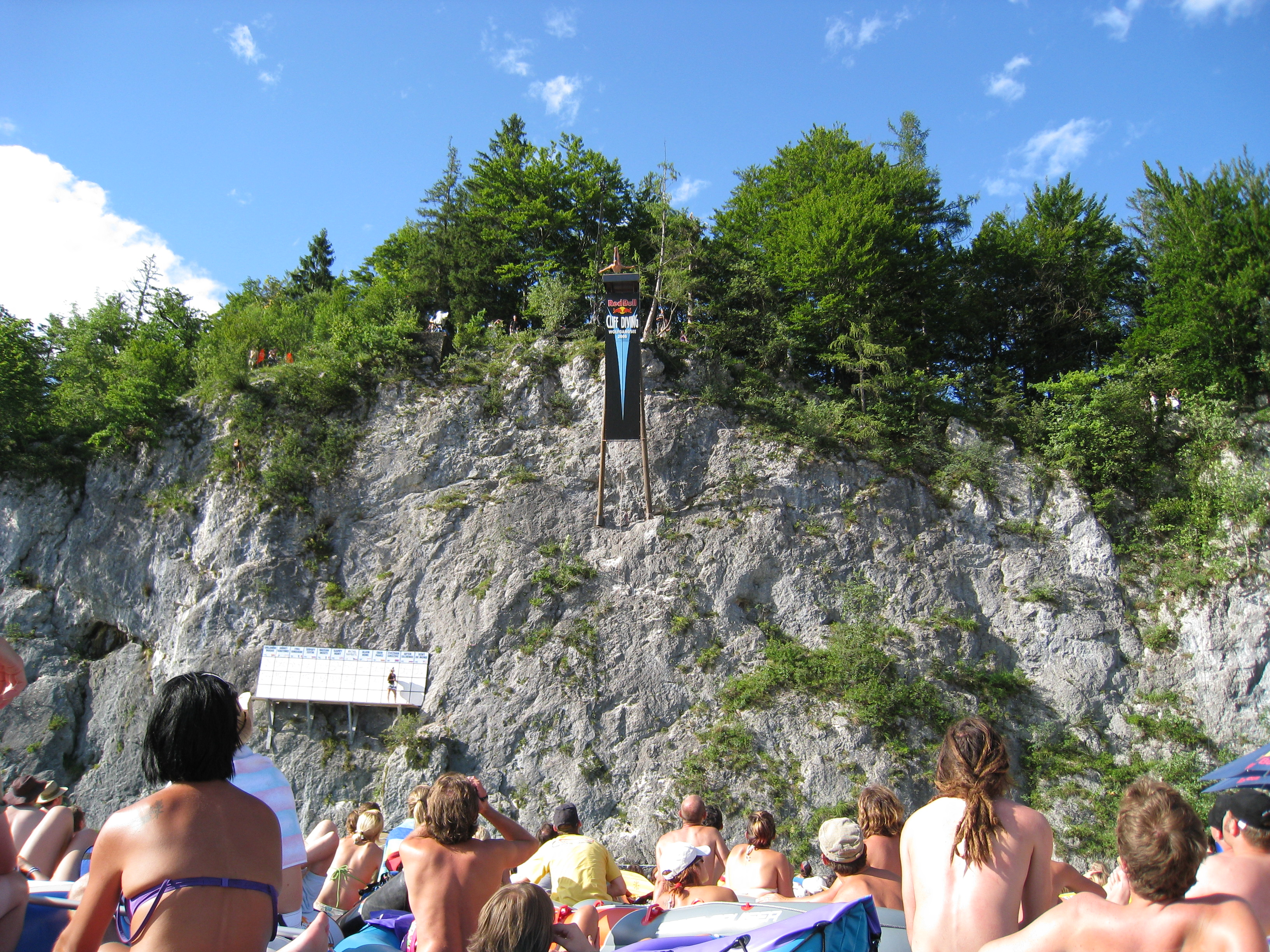
Red Bull Cliff Diving Wolfgangsee 2008

Die Falkensteinwand ist eine senkrechte bis überhängende Wand, die direkt in den Wolfgangsee abstürzt und auch für Klippenspringer geeignet ist. Bei der 2005 und 2008 von der Red Bull GmbH organisierten Veranstaltung Red Bull Cliff Diving Wolfgangsee sprangen Sportler von Höhen bis zu 28 m in den See. Nach einem tödlichen Unfall im Juni 2021 warnte die Österreichische Wasserrettung vor dem Klippenspringen von der Falkensteinwand.

## Rezeption in Kunst und Literatur

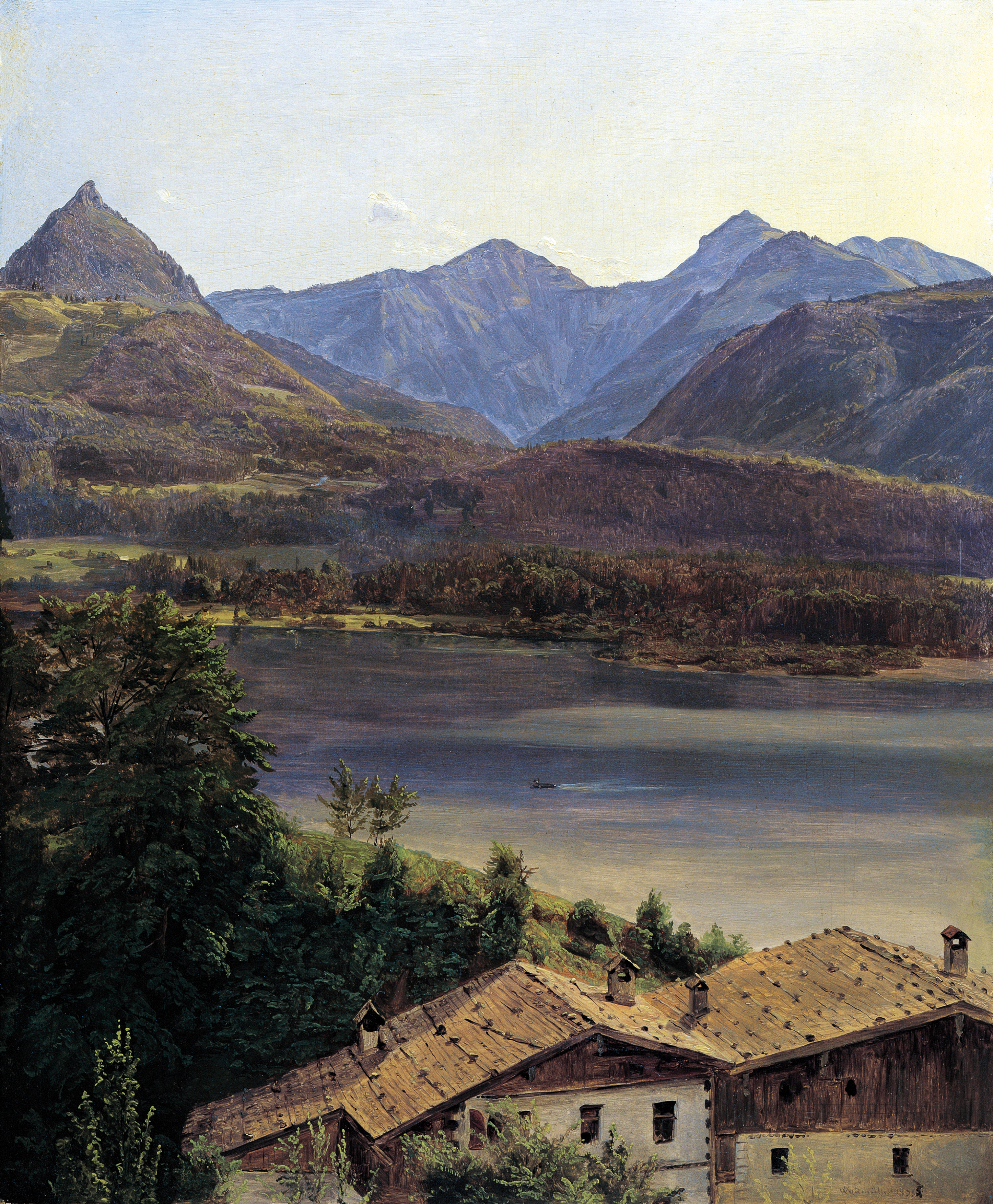
Ferdinand Georg Waldmüller: Wolfgangsee, 1835

Das „Hochzeitskreuz“, ein Bildstock aus dem Jahr 1609 westlich der Falkensteinwand, ist Gegenstand einer Volkssage. Diese berichtet von Frau Marthe, die für ihre Streitsucht und Bosheit bekannt war, und der Hochzeit ihrer einzigen Tochter. Allen Warnungen zum Trotz bestand die Brautmutter auf einem Hochzeitsfest unter freiem Himmel auf dem Eis des abgrundtiefen Sees.

„...da begann es im See plötzlich zu brodeln und zu kochen, mit einem Knall zerbrach die Eisdecke, und die böse Marthe samt allen Hochzeitsgästen versank spurlos im See. Im letzten Augenblick war es dem Junker noch gelungen, mit raschem Sprung, seine Braut mit sich reißend, das Ufer zu erreichen, wo beide totenblaß den Untergang der anderen mit ansahen.“

In der Biedermeierzeit kamen Landschaftsmaler in das Salzkammergut und zum Wolfgangsee. Ferdinand Georg Waldmüller, August Schaeffer von Wienwald und Friedrich Gauermann schufen Werke mit dem Wolfgangsee und dessen Umgebung.
Das Singspiel Im weißen Rößl wurde 1930 im Großen Schauspielhaus in Berlin uraufgeführt. Ort der Handlung ist das Hotel Weißes Rössl in St. Wolfgang. Der Ort und der See wurden dadurch sehr bekannt. In den Nachkriegsjahren wurden viele Filme am Wolfgangsee gedreht. Kleiner Schwindel am Wolfgangsee (1949), Verlobung am Wolfgangsee (1956), Die Prinzessin von St. Wolfgang (1957), 00Sex am Wolfgangsee (1966) und Außer Rand und Band am Wolfgangsee (1971) gehörten zu den bekanntesten Produktionen. Vor allem der Film Im weißen Rössl (1960) mit Waltraud Haas, Peter Alexander und Gunther Philipp steigerte die Popularität des Sees enorm. Bis heute wird der Film während der Sommermonate täglich im Kino von St. Wolfgang gezeigt.